# Iunie 1981
Acest articol este generat integral pe baza informațiilor din articolul 1981 și este actualizat periodic de un robot.
 Editările făcute în articol vor fi șterse la următoarea actualizare! Dacă doriți să faceți modificări, editați articolul-sursă.

ianuarie -
februarie -
martie -
aprilie -
mai -
iunie -
iulie -
august -
septembrie -
octombrie -
noiembrie -
decembrie
Iunie 1981 a fost a șasea lună a anului și a început într-o zi de luni.

## Evenimente
- 13 iunie: La ceremonia "Trooping the Colour" de la Londra, Marcus Sarjeant trage 6 gloanțe oarbe spre Regina Elisabeta a II-a a Regatului Unit.

## Nașteri
Dorina Mihai, scrimeră română
Nikolai Davîdenko, jucător de tenis rus
Q14155798, scriitor suedez
Giourkas Seitaridis, fotbalist grec
Octavian Strunilă, actor român
Nicolae Dandiș, politician din R. Moldova
João Paulo Andrade, fotbalist portughez
Anna Kournikova, jucătoare rusă de tenis
Anna Kurnikova, jucătoare de tenis și model rusă
Natalie Portman, actriță israelo-americană
Sara Tommasi, actriță italiană
Dragan Gošić, fotbalist sârb
Nora Tschirner, actriță germană
Massimo Zappino, fotbalist brazilian
Klemen Lavrič, fotbalist sloven
Nuno Miguel Pereira Diogo, fotbalist portughez
Chris Evans, actor american
Elano (Elano Ralph Blumer), fotbalist brazilian
Steffen Hamann, baschetbalist german
Costin Adam, cântăreț și compozitor român de muzică rock
Sorin Paraschiv, fotbalist român
Tiberiu Ghioane, fotbalist român
Marco Streller, fotbalist elvețian
Răzvan Pădurețu, fotbalist român
Sebastian Răducanu, politician
Mario Duplantier, muzician francez
Cristina Rus, cântăreață română de muzică dance/pop
Robert Iacob, fotbalist român
Dan Matei, fotbalist român
Rubén Castro, fotbalist spaniol
Eugen Tomac, politician român
Viorel Gheorghe, fotbalist român
Laurențiu Toma, handbalist român
Zsolt Szilágyi, fotbalist român
Alissa Jung, actriță germană

## Decese
- 3 iunie: Ladislau Banyai, jurnalist român (n. 1907)
- 11 iunie: Justina Băluțeanu, interpretă română (n. 1923)
- 15 iunie: Ben Corlaciu, jurnalist român (n. 1924)
- 21 iunie: Alberto Suppici, fotbalist uruguayan (n. 1898)
- 24 iunie: Nikita Salogor, politician din R. Moldova (n. 1901)
- 28 iunie: Terry Fox, atlet și activist canadian (n. 1958)